# Melissa (cráter)

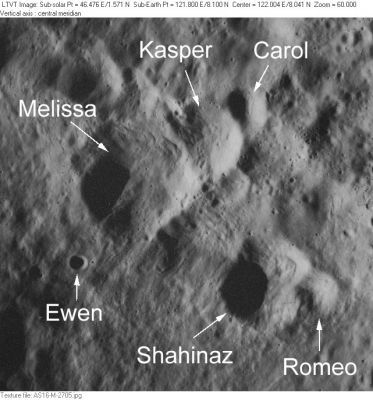
Imagen de la misión Apolo 16

Melissa es un pequeño cráter de impacto situado en la región ecuatorial de la cara oculta de la Luna. Está situado entre los cráteres Ibn Firnás (al sur) y Ostwald (al norte). En sus inmediaciones se localiza una serie de otros cinco pequeños cráteres: Ewen, Carol, Kasper, Romeo y Shahinaz.
Ubicado en la cara exterior del brocal de Ibn Firnás, su forma es casi circular, con su parte noreste superponiéndose al cráter Kasper. Junto con los cráteres Kasper y Carol, Melissa forma una cadena de cráteres. Su brocal alcanza una altura sobre el terreno circundante de 750 m. La parte inferior del cuenco es relativamente llana, sin elementos de relieve notables.

## Designación
El nombre procede de una designación originalmente no oficial, contenida en la página 65C1/S2 de la serie de planos del Lunar Topophotomap de la NASA, que fue adoptada por la UAI en 1979.

## Referencias

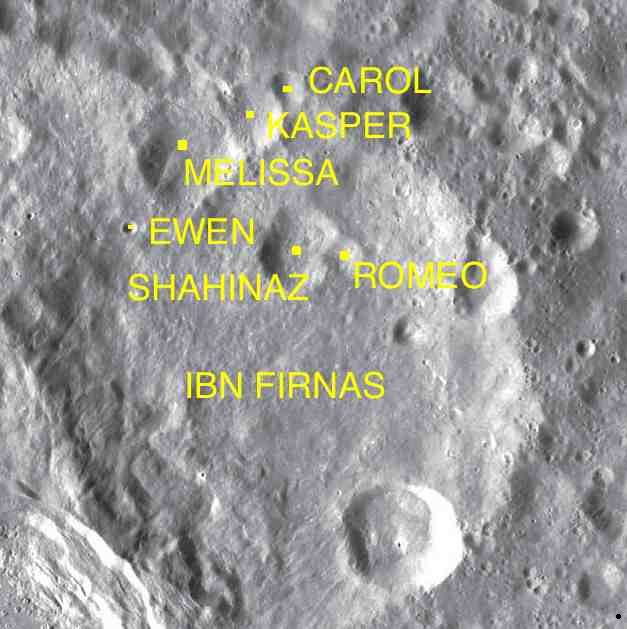
Cráteres cercanos a Ibn Firnás